# Região Metropolitana de Seul

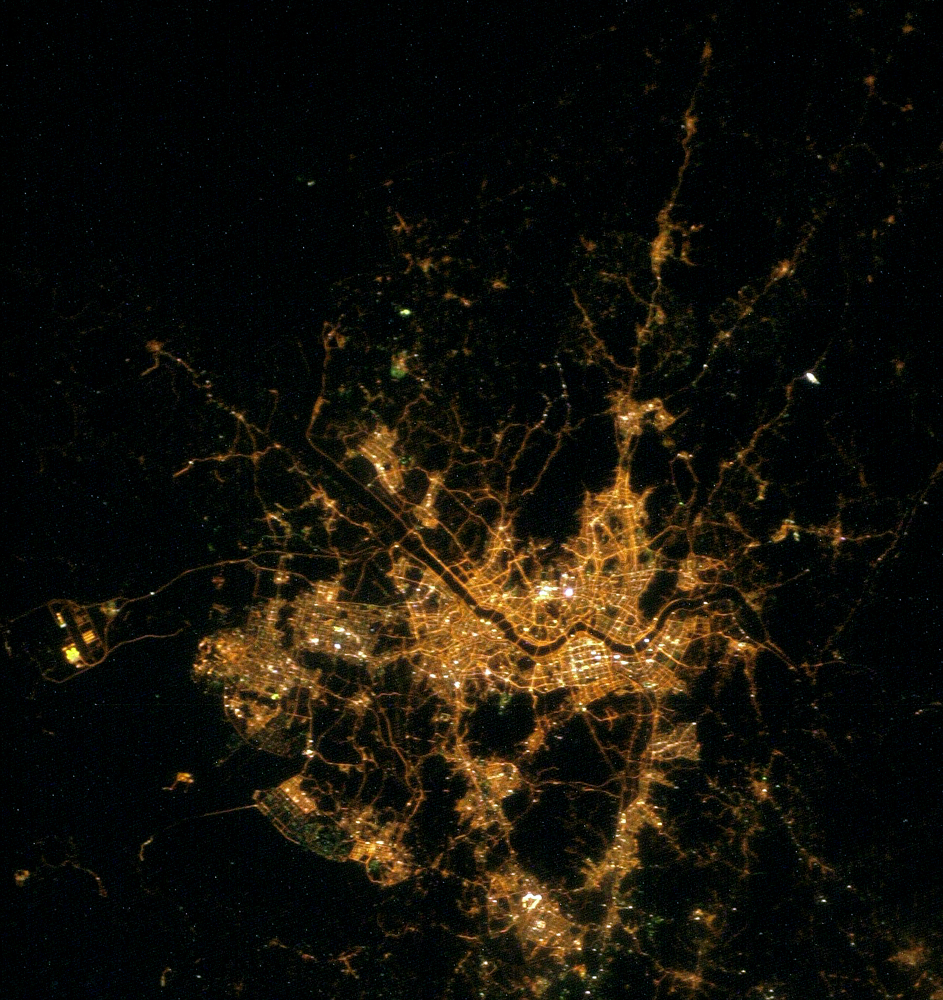
Imagem de satélite da Região Metropolitana de Seul

Região Metropolitana de Seul é a área metropolitana da cidade de Seul e está localizada no noroeste da Coreia do Sul. Ela é conhecida em coreano como Sudogwon (hangul: 수도권; hanja: 首都圈; rr: Sudogwon; MR: Sudokwŏn) ou região Gyeonggi (hangul: 경기 지방; hanja: 京畿地方; rr: Gyeonggi Jibang; MR: Kyŏnggi Jibang) e contém três distritos administrativos diferentes; Incheon, Seul e Gyeonggi-do.
A região tem uma população de 25,6 milhões (2012) e é classificado como a segunda região metropolitana mais populosa do mundo. Área é de cerca de 11.704 quilômetros quadrados. Ele forma o centro cultural, comercial, financeiro, industrial e residencial da Coreia do Sul. A maior cidade é Seul, com uma população de aproximadamente 10 milhões de pessoas, seguida de Incheon, com 2,8 milhões de habitantes.

## Principais cidades
1. Seul:  	9.794.304 [2]
2. Incheon: 2.662.509
3. Suwon: 1.071.913
4. Seongnam: 949.964
5. Goyang: 905.076
6. Yongin: 856.765
7. Bucheon: 853.039
8. Ansan: 728.775
9. Anyang: 602.122
10. Namyangju: 529.898
11. Hwaseong: 488.758
12. Uijeongbu: 417.412
13. Siheung: 407.090
14. Pyeongtaek: 388.508
15. Gwangmyeong: 329.010
16. Paju: 328.128
17. Gunpo: 278.083
18. Gwangju: 228.747
19. Gimpo: 224.350
20. Icheon: 195.175
21. Yangju: 187.911
22. Guri: 185.550
23. Osan: 183.890
24. Anseong: 179.782
25. Uiwang: 144.501
26. Pocheon: 140.997
27. Hanam: 138.829
28. Dongducheon: 91.828
29. Gwacheon: 66.704